# La Gallinera
La Gallinera és una obra d'Oristà (Lluçanès) inclosa a l'Inventari del Patrimoni Arquitectònic de Catalunya.

## Descripció
La part més antiga de la casa està formada per un edifici de planta rectangular feta amb murs de pedres irregulars i morter, posteriorment arrebossada. Aquest cos rectangular és fruit de diverses construccions, tal com demostra el balcó del primer pis, que tapa part de la inscripció del portal adovellat. S'hi llegeix: 1733 PSMROSUL.
Voltant la casa hi ha diverses construccions annexes que actualment serveixen de corts.

## Història
La casa apareix documentada a l'Arxiu parroquial de La Torre d'Oristà, en una llista de masos realitzada a mitjans del segle xix.